# Marion Williams
Marion Williams  (* 29. August 1927 in Miami; † 2. Juli 1994 in Philadelphia) war eine amerikanische Gospelsängerin, die zunächst als Mitglied von Gospelgruppen, dann als Solistin eine Karriere machte.

## Leben und Wirken
Williams wurde in eine religiöse Familie geboren; sie erhielt Musikunterricht durch ihren Vater, der starb, als sie neun Jahre alt war. Armut veranlasste Williams, die Schule schon früh zu verlassen, um in der Wäscherei ihrer Mutter und als Krankenschwester zu arbeiten. Sie sang nicht nur in der Kirche, sondern auch als Straßenmusikerin. 1946 trat sie in Philadelphia vor einem Publikum auf, zu dem auch Gertrude und Clara Ward gehörten. Sie erkannten ihr Talent und boten ihr einen Job an: Ein Jahr später wurde sie Teil der Famous Ward Singers, der sie bis 1958 angehörte. Ihr natürliches Auftreten und die Begeisterung bei der Aufführung brachten ihr den Spitznamen „Miss Personality“ ein. Ihr Debütalbum Somebody Bigger Than You And I erschien 1958. Im Folgejahr gründete sie zusammen mit anderen Mitgliedern der Ward-Band die Stars of Faith, mit denen sie im Gospel-Musical Black Nativity auftrat und transatlantisch auf Tournee ging. 1965 begann Williams ihre Solokarriere. Mit der Yale University als Startpunkt begann Williams eine Reihe von College-Campus-Tourneen, die ihr die Möglichkeit gaben, das Publikum in Nordamerika mit ihren Interpretationen von Songs wie Jesus Is All und ihrem größten Solohit, Standing Here Wondering Which Way to Go, zu begeistern. In den nächsten 15 Jahren tourte sie auch in Europa (wo sie auch auf Jazzfestivals auftrat), Afrika (1966) und der Karibik. Obwohl sie seit 1988 Dialyse-Patientin war, trat sie weiter auf. 1991 sang sie in einem öffentlichen Fernsehprogramm Amazing Grace. 1992 war sie in dem Film Grüne Tomaten zu sehen, der ihr gewidmet war. Im selben Jahr trat sie als Gastsolistin bei der Uraufführung von Wynton Marsalis’ Suite „In This House/On This Morning“ auf.
An ihren Aufnahmen waren Musiker wie Keith Jarrett, Hank Jones, Joe Zawinul, Robert Banks oder Ray Bryant beteiligt. Ihr Album Prayer Changes Things wurde 1976 mit dem Grand Prix du Disque in Frankreich ausgezeichnet. Ihre Aufnahme von How I Got Over verkaufte sich mehr als eine Million Mal.

## Bedeutung
Mit großer Anmut, einer kraftvollen und doch lyrischen Stimme und unübertroffenen Improvisationsfähigkeiten ist Williams aufgetreten; sie hat ihren Gesangsvortrag mit Knurren, Stöhnen, Keuchen jauchzenden Schreien und Falsettos unterbrochen, was sie laut Allmusic zu einer der einflussreichsten Sängerinnen der Gospelmusik machte. Bereits in den 1950er Jahren inspirierte ihr einzigartiger Gesangsstil Künstler wie Little Richard und die Isley Brothers dazu, ihr nachzueifern. In ihrer Blütezeit feierten einige Kritiker sie als eine der größten Sängerinnen der USA. Williams wurde 1993 von der MacArthur Foundation unterstützt, weil sie eine der „letzten überlebenden Beziehungen zum goldenen Zeitalter des Gospels darstellt und eine der vielseitigsten Sängerinnen ihrer Generation“ war; im selben Jahr ehrte sie das Kennedy Center.